# Andreas Labba

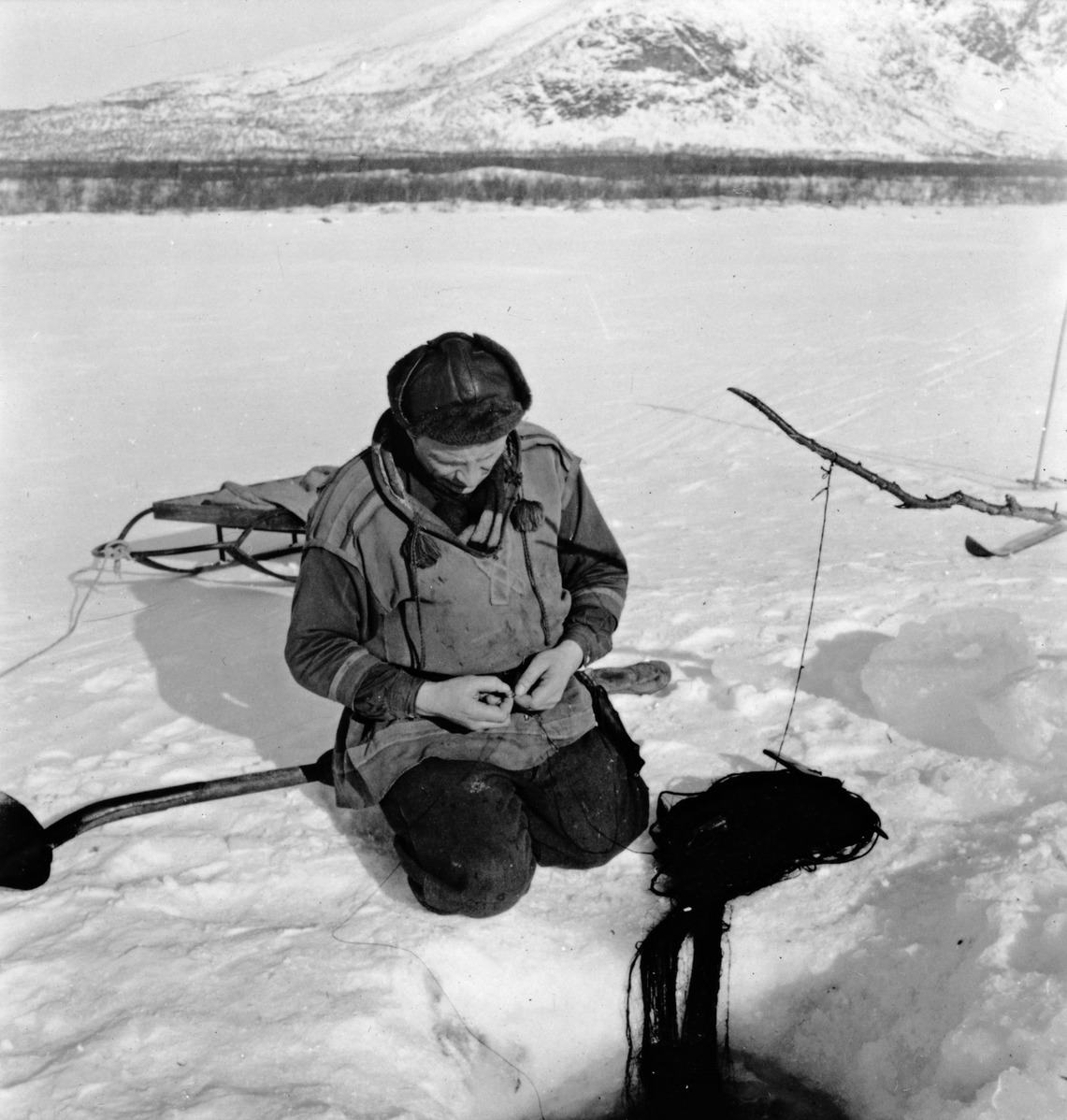
Andreas Labba, 1947

Andreas Labba (geboren am 25. Februar 1907 in Norrkaitums Samendorf; gestorben am 5. November 1970 in Kaitum) war ein schwedisch-samischer Schriftsteller.

## Biografie
Andreas Labba war der Sohn eines Rentierbesitzers und einer Samin des Geschlechts Fanki, die als Betreuerin in der Nomadenschule in Moskojärvi arbeitete. Diese Schule besuchte Andreas neun Monate und wurde Rentierknecht, als er 12 Jahre alt war. Von 1936 bis 1955 arbeitete er als Fjällführer beim Schwedischen Turistverein in Abisko.
Während seiner Arbeit als Fjällführer für Touristen begegnete er  dem Schweden Dag Hammarskjöld, der zu dieser Zeit im schwedischen Finanzministerium arbeitete. Aus der Bekanntschaft der beiden entwickelte sich ein wechselseitig fruchtbarer Kontakt, der die folgenden Jahrzehnte über anhielt: Während Labba Hammarskjöld auf seinen Reisen im Fjäll begleitete und ihn in die Traditionen der Sami einführte, ermunterte und unterstützte Hammarsköjd Labba darin, schreiben zu lernen und seine Geschichten in Büchern festzuhalten.
Als Labba 1969 mit dem Roman „Anta“ debütierte, war er 62 Jahre alt und hatte lediglich neun Monate an Schulbildung vorzuweisen. Diese literarische Sensation machte Labba zum bekanntesten Samen Schwedens.

## Bibliografie
- Anta. Stockholm: Bonnier, 1969.

deutsch: Anta, ein Leben in Schwedisch-Lappland. Übers. aus dem Schwedischen: Alfred Otto Schwede. Leipzig: Brockhaus 1973 (im Original nordsamisch).
- Anta och Mari. Stockholm: Bonnier, 1971.